# Zeuxinia
Zeuxinia là một chi bướm đêm thuộc họ Erebidae.

## Loài
- Zeuxinia aeschrina Legrand, 1965